# Aeroporto di Salta
L'Aeroporto Internazionale Martín Miguel de Güemes (in spagnolo: Aeropuerto Internacional Martín Miguel de Güemes), conosciuto anche come Aeroporto di El Aybal, serve la città argentina di Salta e la sua provincia.

## Storia
L'aeroporto fu costruito tra il 1945 ed il 1949. Nel 2000 fu rifatto il terminal passeggeri.